# Per-Jansatjärnen (Jörns socken, Västerbotten)
Per-Jansatjärnen är en sjö i Skellefteå kommun i Västerbotten och ingår i Kågeälvens huvudavrinningsområde.